# BA-64B (VBCL)
O BA-64B foi um (VBCL) Veículo Blindado de Combate Leve das forças do exército da União Soviética, produzido de 1942 até antes de 1960 foi empregado como veículo de reconhecimento e apoio a tanques. Foram produzidos um total de 9.110 unidades entre as variações BA-64 e BA-64B sendo 3.901 da primeira variação e 5.209 da segunda. Foi produzido na fábrica soviética da GAZ na cidade de Nizhny Novgorod.

## Variações

### BA-64
Foi o primeiro a ser construído baseado no GAZ-64.

### BA-64B
Foi a variante de produção principal baseado no GAZ-67B e tinha uma torre de tiro.

### BASh-64
Variação com diversos compartimentos blindados.

### BA-64DShk (1944)
Modelo equipado com uma metralhadora pesada DShk de 12.7 mm.

### BA-64D (desantniy, somente protótipo)
Protótipo para transporte de pessoal com capacidade para seis homens.

### BA-64ZhD (somente protótipo)
Veículo dotado de rodas flangeadas como as de vagões de comboio (português europeu) ou trem (português brasileiro), construídos pela GAZ e pela Vyksunskiy Factory.

### BA-64SKh (somente protótipo)
Protótipo meia-lagarta com esquis na dianteira para atravessar locais nevados, foi baseado no GAZ-60.
| {{{caption}}} |
| BA-64         |

| {{{caption}}}                        |
| BA-64 no museu em Dresden, Alemanha. |